# Bionicle 3: Red de Sombras
Bionicle 3: Red de Sombras es la tercera película de Bionicle nominada a los Premios Annie. También es la segunda película en la línea de tiempo Bionicle, a partir de 2005. Las imágenes son completamente generadas por computadora. Los eventos de la película toman lugar antes del final de la película Bionicle 2: Leyendas de Metru Nui.
La película cuenta la historia de los heroicos Toa Metru regresando a su ciudad natal isla de Metru Nui para rescatar a su pueblo los Matoran, todos los cuales permanecen en un coma profundo. Pero a su llegada, los héroes descubren que su una vez hermosa isla hogar ha sido destruida e invadida por redes creadas por bestias en forma de araña llamadas Visorak, que capturan a los Toa y los envenenan, mutando su forma en un estado mitad Toa, mitad bestia; Toa Hordika. Con la ayuda de los Rahaga, comienzan una búsqueda para encontrar al legendario Keetongu con el fin de encontrar una manera de cambiar de vuelta a sus formas originales Toa para rescatar a los Matoran, que estaban detenidos por las monstruosas hordas Visorak y su rey Sidorak y virreina Roodaka.

## Trama
La película comienza con la visión de la prisión de cristal de Teridax. De repente, una voz misteriosa (Kathleen Barr) llama su nombre y una garra rasga la prisión y un fragmento pequeño cayó y aterrizó en el círculo Amaja de la película anterior. Vakama, como un Turaga, (Christopher Gaze) comenzó de nuevo el cuento de los Toa Metru (desde donde se quedó en la película anterior), que encerraron al malvado Teridax y se comprometieron a salvar a los Matoran dormidos.. Pero la tarea no sería fácil. Teridax había llamado a sus legiones, una horda de envenenadores dirigidos por un rey despiadado y una reina malévola, y los noble Toa ahora deben enfrentarse a una Red de Sombras.
Los Toa Metru vuelven a Metru Nui para rescatar a los Matoran atrapados debajo del Coliseo. La nave de los Toa choca en la costa. Sobreviven y llegan a Metru Nui; sin embargo, los Toa siguen las órdenes de Vakama (Alessandro Juliani) y son atrapados cuando criaturas con forma de araña llamadas Visorak ("O en su lengua, los ladrones de la vida", afirma Whenua) atacan a los Toa con sus hilanderos, paralizándolos. Más tarde, un Keelerak se dirige a la Coliseo para informar al rey de la Horda, Sidorak (Paul Dobson). El rey de la horda la ordena que los Toa sean asesinados. A medida que los Keelarak fueron a cumplir la orden, fue detenido por la Vortixx Roodaka, la virreina y futura reina de las hordas. Roodaka convenció a Sidorak para que el veneno Hordika surta efecto antes de matar a los Toa. Una vez hecho esto ella quiere que él le lleve pruebas—sus cuerpos. A medida que los Toa colgaban en el aire en sus capullos, Matau (Brian Drummond) culpa a Vakama para llevarlos a una trampa. Nokama (Tabitha St. Germain) intenta convencer a Matau que no era culpa de Vakama. Mientras cuelgan, misteriosas transformaciones tienen lugar en los Toa, haciendo que caigan desde su altura. Por suerte, son salvados por los seis seres que más tarde se presentaron como Rahaga, dirigidos por Norik (French Tickner).
Pero ahora, ya no son Toa Metru, sino seres bestiales conocidos como Toa Hordika. Como Hordika, no pueden usar sus poderes de máscara (Invisibilidad, traducción, etc), y son mucho más susceptibles a la pasión. Así, se quedarán para siempre como Hordika si el veneno Hordika no es neutralizado a tiempo, su única esperanza de cambiar de vuelta radica en el casi ermitaño antiguo Rahi llamado Keetongu (Scott McNeil), a quien nadie ha visto desde hace milenios, ni que algunos crean que existe. Vakama, enojado por dirigir a sus amigos a una trampa (su ira intensificada aún más por la sugerencia de Norik de utilizar los nuevos poderes Hordika que Vakama aún no había aprendido a usar), se va enfurecido, determinado a sacar lo mejor de los otros Toa intentando salvar a los Matoran solo. Sin embargo, fue capturado por los Visorak. Él despierta en la torre de observación del Coliseo y empieza a rugir como una bestia. Luego es convencido por Roodaka en aceptar una idea determinada, si conduce a las hordas, podrá gobernar Metru Nui. Aceptando su oferta, Vakama se vuelve a la oscuridad y le da rienda suelta a su lado Hordika. Él captura a cinco de los seis Rahaga, excepto Norik, y destruye gran parte del Gran Templo.
Afortunadamente, el Rahaga logró traducir algo de la inscripción del templo: "Sigue las lágrimas que caen a Ko-Metru, hasta que lleguen al cielo." La respuesta era protodermis líquido que sale del Gran Templo. Así que los cinco Toa Hordika y Norik siguen la corriente a Ko-Metru. Antes de estos eventos, Matau discute sobre el tiempo que está tomando al Rahaga traducir las inscripciones, mientras Nuju (Trevor Devall) trata de explicarle que puede tardar un tiempo. Siguiendo la corriente de "lágrimas" a Ko-Metru, descubrieron que las "lágrimas" sí tocan el cielo por un canal ascendente. Mientras tanto, Vakama es hecho amo de las hordas Visorak y se prepara para capturar e los otros Toa. Los Toa y Norik descubren a Keetongu y solicitan su ayuda. Él se niega, hablando en un lenguaje que sólo Norik puede entender. Según Norik, Keetongu no puede iniciar una batalla en su nombre, pero podría ayudar a los que sigan las tres virtudes (unidad, deber y destino), que era el juramento de Keetongu. Cuando Matau preguntó si Keetongu los cambiaría de nuevo, Keetongu simplemente respondió que no. Norik explicó (diciendo primero al Rahi "mira con un ojo lo que hemos perdido con todo lo nuestro") que, a fin de rescatar a Vakama y a los Matoran, tienen que aprender a vivir y a luchar como Hordika, sin deshacerse de sus formas monstruosas (causando que Matau airadamente gritase "Así que hemos venido aquí, sólo para descubrir que no teníamos por qué venir aquí", para regocijo de Keetongu). Sin embargo, la devoción de los Toa a Vakama ha tocado al Rahi, por lo que se une a ellos en su lucha.
Más tarde, en el Coliseo, la batalla final por Metru Nui comienza. Mientras que los Toa distraían a los Visorak, Matau, que creía que era responsable por la inflexión de Vakama, lo enfrentaría mientras Keetongu combatía a Sidorak y Roodaka. Matau intentó razonar con Vakama mientras Keetongu fue abatido por Roodaka. El estallido no lo mató, y Roodaka dejó que Sidorak sea asesinado por el Rahi. Matau, muy golpeado y colgando en una cornisa, intenta una vez más convencer a Vakama que rescatar a los Matoran es su destino y que, si había algo del Vakama que él conocía, él sabría qué hacer después. Esto convence a Vakama de volver a la luz y trata de evitar que Matau se caiga, pero Matau se suelta. Vakama luego se lanza y rescata a Matau, para su gran emoción, y luego tiene una idea para vencer a Roodaka.
Norik liberó a su compañero Rahaga y se unió a los Toa. Roodaka, cabalgando sobre un Kahgarak, exigió a los Toa que le den sus poderes elementales. Cuando los cinco Toa disparan sus lanzadores Rhotuka, tuvieron poco efecto sobre ella. Cuando Vakama la enfrentó, Roodaka le advirtió que todos los Visorak reunidos lo destruirán a él y a sus amigos si es abatida. El luego ordenó a todos los Visorak que se vayan, diciéndoles que eran libres del poder de Roodaka, respaldando su demanda con el poder que Sidorak le había dado como comandante de las hordas ("Fuera de aquí, todos ustedes. Son libres. Es una orden. "). Ahora, sin ninguna ayuda, Roodaka simplemente se levantó y dejó que Vakama disparase su tiro (con Norik advirtiéndole que sino, sería demasiado tarde), que golpeó la piedra corazón roja en su coraza. Mientras el cuerpo de Roodaka cayó, una mano carmesí y cerrada la teletransportó, dejando atrás la piedra. Vakama se dio cuenta de que la piedra era de Teridax, tallada del mismo protodermis en que los Toa lo encerraron. Al darle la última gota de energía elemental para destruir la piedra, él había roto ese sello y liberado a Teridax, pero Vakama sólo afirma que "por alguna razón, él no me da más miedo".
Los Toa luego se acercan a Keetongu, pidiéndole que los cambie de nuevo a su forma original. Keetongu estaba al principio renuente ya que creía que estaban mejor como Hordika, después de haber obtenido el control sobre sus costados bestiales. Pero Vakama le convenció de que era su destino ser Toa para guiar a los Matoran. La escena cambia, mostrando a los Toa preparando una flota de aeronaves que les llevarán a su nuevo hogar de Mata Nui, llamada así en honor del Gran Espíritu. Al acercarse a la Gran Barrera, se dan cuenta de que Teridax ha sido realmente liberado, pero Vakama está seguro de que los Toa siempre estarán allí para luchar contra él. Al final de la película, Turaga Vakama cogió las seis piedras utilizadas en la apertura y sigue a Takanuva, Jaller y Hahli a la luz.

## Producción
Nathan Furst compuso la música para la película, y el director David Molina dijo que ver la película con la música fue una "experiencia increíble", haciendo a la historia "de repente viva y emotiva". David Molina y Terry Shakespeare trabajaron también como directores de arte de la película, Terry también trabajó como Supervisor de Efectos Visuales.

## Recepción
Los efectos generados por computadora fueron elogiados por algunos críticos, afirmando que se podían apreciar a pesar de que la película estaba dirigida a los adolescentes y jóvenes. El lanzamiento del DVD fue destacado por su buena calidad de audio y vídeo, pero con extras escasos.
Bionicle fue nominada al Premio Golden Reel por Mejor Edición de Sonido en Directo a Vídeo por los Editores de Sonido de Motion Pictures, y el Premio Annie a la Mejor Producción de Entretenimiento Doméstico.

## Reparto y personajes
- Alessandro Juliani como Toa Vakama.[6]
- Brian Drummond como Toa Matau y Toa Onewa.
- Tabitha St. Germain como Toa Nokama.
- Paul Dobson como Toa Whenua y Sidorak.
- Trevor Devall como Toa Nuju y Rahaga Iruini.
- French Tickner como Rahaga Norik.
- Kathleen Barr como Roodaka y Rahaga Gaaki.
- Scott McNeil como Keetongu y Rahaga Bomonga.
- Christopher Gaze como Turaga Vakama (narrador).[6]